# ووملسدورف (ویرجینیای غربی)
ووملسدورف(به انگلیسی: Womelsdorf (Coalton)) شهری در ایالت ویرجینیای غربی کشور ایالات متحده آمریکا است که جمعیت آن در سرشماری سال ۲۰۱۰ میلادی، ۲۵۰ نفر بوده‌است.